# Собхи, Седки
Седки Собхи (араб. صدقى صبحى سيد أحمد‎; род. 12 декабря 1955, Минуфия, Египет) — египетский военный и государственный деятель, министр обороны и военной промышленности Египта, главнокомандующий ВС Египта с 26 марта 2014 по 14 июня 2018 года. Генерал-полковник.

## Образование
В 1976 году окончил Египетскую военную академию в Каире, через десять лет получил степень магистра военных наук в Египетском объединённом командно-штабном колледже. В 2000 году получил стипендию Высшего военного колледжа Академии военных наук Насера.
В 2004—2005 годах — аспирант в военном колледже армии США (Карлайл, Пенсильвания), где получил степень магистра в области стратегических исследований. Стажировался на нескольких военных курсах в Соединённых Штатах и Германии.

## Послужной список
- Командир механизированного пехотного батальона.
- Начальник штаба механизированной пехотной бригады.
- Командир механизированной пехотной бригады.
- Начальник штаба механизированной пехотной дивизии.
- Командир механизированной пехотной дивизии.
- Начальник оперативного отдела 3-й египетской армии.
- Начальник штаба 3-й египетской армии.
- Командующий 3-й египетской армией.
- Верховный главнокомандующий в 2009 году.

Участник войны в Персидском заливе (1990—1991), конфликта на Синайском полуострове (2011) и военного переворота в Египте весной и летом 2013 года.
В августе 2012 года президент Египта М. Мурси присвоил ему звание генерал-лейтенанта и назначил начальником Генерального штаба ВС Египта.
Тесно сотрудничал с Ас-Сиси, бывшим тогда министром военного ведомства, во время военного переворота в Египте весной и летом 2013 года, в результате которого власть в стране была захвачена армией во главе Ас-Сиси.
26 марта 2014 года Ас-Сиси объявил о своём уходе из армии и Министерства обороны, чтобы принять участие в президентских выборах, запланированных на июнь 2014 года. В тот же день Седки Собхи был повышен в звании до генерал-полковника и занял пост Министра обороны и военной промышленности Египта. Назначение Собхи состоялось после одобрения Высшим советом вооружённых сил в соответствии с новой конституцией.